# Lijst van Duitse bieren
Hieronder volgt een tabel met een groot aantal biermerken uit Duitsland.
| Merk                                         | Soort                                                | Alcoholpercentage | Brouwerij                                                |     |
| -------------------------------------------- | ---------------------------------------------------- | ----------------- | -------------------------------------------------------- | --- |
| 6-Korn Bier                                  |                                                      | 4,7%              | Pyraser Landbrauerei                                     |     |
| 1612er Zwicklbier                            | Zwickelbier                                          | 5,3%              | Hofbräuhaus Traunstein                                   |     |
| Advents-Bier                                 |                                                      | 5,4%              | Brauhaus Schweinfurt                                     |     |
| Aecht Schlenkerla Rauchbier                  | rauchbier                                            | 5,2%              | Schlenkerla - Bamberg                                    |     |
| Allgäuer Büble Weizen                        | weizenbier                                           | 5,3%              | Allgäuer Brauhaus                                        |     |
| Altbayrisch Dunkel                           | Dunkel                                               | 5%                | Brauerei Schönram                                        |     |
| Altenburger Schwarze                         | Schwarzbier                                          | 4,9%              | Altenburger Brauerei                                     |     |
| Andechs Doppelbock Dunkel                    | doppelbock                                           | 7,5%              | Klosterbrauerei Andechs                                  |     |
| Andechser Weissbier Hell                     | weizenbier                                           | 5,5%              | Klosterbrauerei Andechs                                  |     |
| Asgaard Das Göttliche                        |                                                      | 4,8%              | Brauerei Schleswig                                       |     |
| Augustiner Lagerbier Hell                    | lager                                                | 5,2%              | Augustiner-Bräu Wagner                                   |     |
| Aventinus                                    | doppelbock                                           | 8,2%              | Weisses Bräuhaus G. Schneider & Sohn                     |     |
| Aventinus Weizen-Eisbock                     | Eisbock                                              | 12%               | Weisses Bräuhaus G. Schneider & Sohn                     |     |
| Ayinger Ur-Weisse                            | weizenbier                                           | 5,8%              | Brauerei Aying                                           |     |
| Barre Alt                                    | altbier                                              | 4,8%              | Privatbrauerei Ernst Barre                               |     |
| Beck's Pilsener                              | pils                                                 | 4,9%              | Brauerei Beck & Co                                       |     |
| Berliner Kindl Weisse                        | Berliner Weiße                                       | 3%                | Berliner-Kindl-Schultheiss-Brauerei                      |     |
| Bio-Dinkel Weisse                            | spelttarwebier, biobier                              | 5,2%              | Weissbräu Unertl                                         |     |
| Bischofshof Zoigl                            | Zoiglbier (kelderbier)                               | 5,1%              | Brauerei Bischofshof                                     |     |
| Bitburger Premium Beer                       | pils                                                 | 4,8%              | Brouwerij Bitburger                                      |     |
| Boltens Ur-Alt                               | altbier                                              | 4,9%              | Privatbrauerei Bolten                                    |     |
| Celebrator                                   | doppelbock                                           | 6,7%              | Brauerei Aying                                           |     |
| Clemens Ohne Filter                          | lager                                                | 5,4%              | Brauerei Clemens Härle                                   |     |
| Commerzienrat Riegele Privat                 |                                                      | 5,2%              | Brauhaus Sebastian Riegele                               |     |
| Diebels Pils                                 | pils                                                 | 4,8%              | Brauerei Diebels                                         |     |
| Distelhäuser Kristall-Weizen                 | weizenbier                                           | 5,4%              | Distelhäuser Brauerei Ernst Bauer                        |     |
| Dom Kölsch                                   | Kölsch                                               | 4,8%              | Dom-Brauerei GmbH                                        |     |
| Dunkler Weizenbock                           | weizenbock                                           | 7,8%              | Brauerei Michael Plank                                   |     |
| Dunkles Vollbier                             |                                                      | 4,8%              | Brauerei Drummer                                         |     |
| Edelstoff                                    |                                                      | 5,6%              | Augustiner-Bräu Wagner                                   |     |
| Einbecker Mai-Ur-Bock                        | bokbier                                              | 6,5%              | Einbecker Brauhaus                                       |     |
| EKU 28                                       | dubbelbok                                            | 11%               | Kulmbacher Brauerei                                      |     |
| Erbacher                                     | pils                                                 | 4,8%              | Erbacher Brauhaus                                        |     |
| Erdinger Dunkel                              | dunkel weizenbier                                    | 5,6%              | Privatbrauerei Erdinger Weissbräu                        |     |
| Erdinger Pikantus                            | weizenbock                                           | 7,3%              | Privatbrauerei Erdinger Weissbräu                        |     |
| Erdinger Weissbräu                           | weizenbier                                           | 5,3%              | Privatbrauerei Erdinger Weissbräu                        |     |
| Faust Krüsen                                 |                                                      | 5,5%              | Brauhaus Faust                                           |     |
| Flensburger Pilsener                         | pils                                                 | 4,8%              | Flensburger Brauerei                                     |     |
| Franziskaner Hefe-Weisse                     | witbier                                              | 5%                | Spaten-Franziskaner-Bräu                                 |     |
| Früh Kölsch                                  | Kölsch                                               | 4,9%              | Cölner Hofbräu Früh                                      |     |
| Füchschen Alt                                | altbier                                              | 4,8%              | Brauerei im Füchschen                                    |     |
| Fürstenberg Export                           |                                                      | 5,3%              | Fürstlich Fürstenbergische Brauerei                      |     |
| Fürstenberg Weizen                           | hefe hell                                            | 5,4%              | Fürstlich Fürstenbergische Brauerei                      |     |
| Fürstenberg Weizen                           | hefe dunkel                                          | 5,4%              | Fürstlich Fürstenbergische Brauerei                      |     |
| Fürstenberg Weizen                           | Kristall                                             | 5,2%              | Fürstlich Fürstenbergische Brauerei                      |     |
| Fürstenberg                                  | Winterbier                                           | 5,3%              | Fürstlich Fürstenbergische Brauerei                      |     |
| Fürstenberg Antonius                         |                                                      | 5,5%              | Fürstlich Fürstenbergische Brauerei                      |     |
| Fürstenberg Premium                          | Pilsener                                             | 4,8%              | Fürstlich Fürstenbergische Brauerei                      |     |
| Goedecke's Döllnitzer Ritterguts Gose        | Gose                                                 | 3,9%              | W.Goedecke & Co                                          |     |
| Göller Kellerbier                            | Zwickelbier                                          | 4,9%              | Brauerei Göller                                          |     |
| Gösser                                       | Pils                                                 | ca. 5%            | ???                                                      | ??? |
| Grafenwalder                                 | pils                                                 | 4,9%              | Lindenbrauerei                                           |     |
| Graf Toerring                                | hell/urhell                                          | 4,8%              | Hofbrauhaus Freising                                     |     |
| Grevensteiner 0,5l (niet 0,3l die is minder) | blond (stevig) landbier                              | ca. 5%            | Veltins (gist op fles, om in te happen qua smaakbeleving |     |
| Gutmann Hefeweizen                           | weizenbier                                           | 5,2%              | Brauerei Friedrich Gutmann                               |     |
| Hacker-Pschorr                               | lage gisting (verschillende varianten)               | 0,5 - 8,1%        | Paulaner Brauerei                                        |     |
| Hasseröder                                   | lage gisting (verschillende varianten)               | 2,7 - 5,8%        | Hasseröder Brauerei                                      |     |
| Herrnbräu                                    | Weizenbier en lage gisting (verschillende varianten) | 2,5 - 8%          | Herrnbräu GmbH                                           |     |
| Hoepfner Maibock                             | bokbier                                              | 6,6%              | Privatbrauerei Hoepfner                                  |     |
| Hoepfner Porter                              | porter                                               | 5,8%              | Privatbrauerei Hoepfner                                  |     |
| Hofbräu Maibock                              | bokbier                                              | 7,2%              | Staatliches Hofbräuhaus in München                       |     |
| Hofmühl Hell                                 |                                                      | 4,9%              | Privatbrauerei Hofmühl                                   |     |
| Hofmühl Weissbier                            |                                                      | 5,4%              | Privatbrauerei Hofmühl                                   |     |
| Hofmühl Dunkel                               |                                                      | 4,9%              | Privatbrauerei Hofmühl                                   |     |
| Hofmühl Alligator                            |                                                      | 7,5%              | Privatbrauerei Hofmühl                                   |     |
| Hofmühl Zickenbock                           |                                                      | 6,8%              | Privatbrauerei Hofmühl                                   |     |
| Hofmühl Kellergold                           |                                                      | 4,9%              | Privatbrauerei Hofmühl                                   |     |
| Hofmühl Radler                               |                                                      | 2,6%              | Privatbrauerei Hofmühl                                   |     |
| Hofmühl Alkoholfrei                          |                                                      | 0,0%              | Privatbrauerei Hofmühl                                   |     |
| Hövels Original                              |                                                      | 5,5%              | Hövels hausbrauerei                                      |     |
| Huber Weisses Original                       | weizenbier                                           | 5,4%              | Hofbräuhaus Freising                                     |     |
| Jever Pilsener                               | pils                                                 | 4,9%              | Friesisches Brauhaus zu Jever                            |     |
| Kapuziner Weissbier                          | weizenbier                                           | 5,4%              | Kulmbacher Brauerei                                      |     |
| Kneitinger Bock                              | bokbier                                              | 6,8%              | Brauerei Kneitinger                                      |     |
| König Ludwig Dunkel                          | donkere lager                                        | 5,1%              | König Ludwig Schlossbrauerei Kaltenberg                  |     |
| König Ludwig Weisbier Hell                   | weizenbier                                           | 5,5%              | König Ludwig Schlossbrauerei Kaltenberg                  |     |
| Köstritzer Schwarzbier                       | schwarzbier                                          | 4,8%              | Köstritzer Schlossbrauerei                               |     |
| Krombacher                                   | pils                                                 | 4,8%              | Krombacher                                               |     |
| Löwen Bräu Bartholomäus Festbier             |                                                      | 5%                | LöwenBräu Buttenheim                                     |     |
| Mahr's Der Weisse Bock                       | weizenbock                                           | 7,5%              | Mahr's Bräu                                              |     |
| Maingold Landbier                            |                                                      | 5,4%              | Kulmbacher Brauerei                                      |     |
| Maisel's Weisse                              | weizenbier                                           | 5,2%              | Brauerei Gebr. Maisel                                    |     |
| Märkischer Landmann                          | schwarzbier                                          | 4,9%              | Berliner-Kindl-Schultheiss-Brauerei                      |     |
| Märzen                                       | Märzenbier                                           | 5,5%              | Staffelberg Bräu                                         |     |
| Märzen Export Eiszäpfle                      | Märzenbier                                           | 5,6%              | Badische Staatsbrauerei Rothaus                          |     |
| Maxlrainer Jubilator                         | bockbier                                             | 7%                | Schlossbrauerei Maxlrain                                 |     |
| Neumarkter Lammsbräu Urstoff                 | biobier                                              | 4,7%              | Neumarkter Lammsbräu                                     |     |
| Oettinger                                    | lage gisting (verschillende varianten)               | 0,5 - 6,7%        | Oettinger Brauerei                                       |     |
| Optimator                                    | dubbelbock                                           | 7,2%              | Spaten-Franziskaner Bräu                                 |     |
| Ostfriesenbräu Landbier Dunkel               |                                                      | 4,8%              | Ostfriesen Bräu                                          |     |
| Paulaner Nockherberger                       | Kellerbier                                           | 5,2%              | Paulaner Brauerei                                        |     |
| Paulaner Salvator                            | bokbier                                              | 7,9%              | Paulaner Brauerei                                        |     |
| Pinkus Original Alt                          | altbier, biobier                                     | 5%                | Brauerei Pinkus Müller                                   |     |
| Pinkus Special                               | biobier                                              | 5,1%              | Brauerei Pinkus Müller                                   |     |
| Potsdamer Stange                             |                                                      | 4,8%              | Braumanufactur Forsthaus Templin                         |     |
| Radeberger                                   | pils                                                 | 4,8%              | Radeberger Exportbierbrauerei                            |     |
| Reissdorf Kölsch                             | Kölsch                                               | 4,8%              | Privat-Brauerei Heinrich Reissdorf                       |     |
| Riedenburger Historisches Emmer Bier         | biobier                                              | 5,5%              | Riedenburger Brauhaus                                    |     |
| Riegele's Weisse                             | weizenbier                                           | 5%                | Brauhaus Sebastian Riegele                               |     |
| Ritterbock                                   | bokbier                                              | 9%                | König Ludwig Schlossbrauerei Kaltenberg                  |     |
| Rothaus Hefe Weizen                          | weizenbier                                           | 5,4%              | Badische Staatsbrauerei Rothaus                          |     |
| Schäazer Kronabier                           | lager                                                | 5,1%              | Brauerei Drei Kronen                                     |     |
| Schäazer Rogg'n                              | roggebier                                            | 5,5%              | Brauerei Drei Kronen                                     |     |
| Schimmele                                    |                                                      | 5%                | Puppaner Brauerei                                        |     |
| Schlappeseppel Export                        |                                                      | 5,5%              | Eder & Heylands Brauerei                                 |     |
| Schneider Weisse                             | weizenbier                                           | 5,4%              | Weisses Bräuhaus G. Schneider & Sohn                     |     |
| Schumacher Alt                               | altbier                                              | 4,6%              | Brauerei Schumacher                                      |     |
| Spezial Rauchbier                            | rauchbier                                            | 4,7%              | Brauerei Spezial                                         |     |
| Stern-Bräu Festbier                          | lager                                                | 5,5%              | Stern-Bräu Günter Scheubel                               |     |
| Störtebeker Schwarzbier                      | schwarzbier                                          | 5%                | Stralsunder Brauerei                                     |     |
| Tannenzäpfle                                 | pils                                                 | 5,1%              | Badische Staatsbrauerei Rothaus                          |     |
| Tegernseer Spezial                           | lager                                                | 5,6%              | Herzoglich Bayerisches Brauhaus Tegernsee                |     |
| Uerige Alt                                   | altbier                                              | 4,7%              | Tuatara Brewing                                          |     |
| Uerige DoppelSticke                          | altbier, dubbel                                      | 8,5%              | Uerige Obergärige Hausbrauerei                           |     |
| Ulmer Maibock                                | bokbier                                              | 7,3%              | Familienbrauerei Bauhöfer                                |     |
| Ulrichsbier                                  | lager                                                | 5,3%              | Berg Brauerei Ulrich Zimmermann                          |     |
| Unertl Weissbier                             | weizenbier                                           | 4,8%              | Unertl Weissbier                                         |     |
| Veltins Pilsener                             | pils                                                 | 4,8%              | Brauerei C & A Veltins                                   |     |
| Waldhaus Diplom Pils                         | pils                                                 | 4,9%              | Privatbrauerei Waldhaus Johannes Schmid                  |     |
| Warsteiner                                   |                                                      | 4,8%              | Warsteiner Brauerei                                      |     |
| Weihenstephaner Hefe Weissbier               | weizenbier                                           | 5,4%              | Bayerische Staatsbrauerei Weihenstephan                  |     |
| Weihenstephaner Pilsner                      | pils                                                 | 5,1%              | Bayerische Staatsbrauerei Weihenstephan                  |     |
| Weihenstephaner Vitus                        | Weizenbock                                           | 7,7%              | Bayerische Staatsbrauerei Weihenstephan                  |     |
| Weltenburger Barock Hell                     |                                                      | 5,6%              | Klosterbrauerei Weltenburger                             |     |
| Weltenburger Kloster Asam Bock               | bokbier                                              | 6,9%              | Klosterbrauerei Weltenburger                             |     |
| Weltenburger Kloster Barock Dunkel           | dunkel                                               | 4,7%              | Klosterbrauerei Weltenburger                             |     |
| Wodan                                        | dubbelbock                                           | 7,5%              | Brauerei Ganter                                          |     |